# Тополі (Голованівський район)
Топо́лі (спочатку Юліанівка, до 1964 — Улянівка) — село в Гайворонській громаді Голованівського району Кіровоградської області України. Населення становить 434 осіб (станом на 2024 рік). Село розташоване на сході громади, за 2,3 кілометра від Гайворону.

## Назва
15 вересня 1964 р. с. Улянівка перейменоване на Тополі.

## Географія
Село Тополі лежить за 2,3 км на схід від районного центру, фізична відстань до Києва — 213,0 км.
Селом протікає річка Мощона, ліва притока Ташлички.

## Історія
У 1850 році власник містечка Хащувате Юліан Лопушанський переселив частину селян до заснованого ним села Юліанівки.
У 1903 році село Юльянівка (Тополя) Хащуватської волості Гайсинського повіту, Подільської губернії належало поміщику Лопушанському. Мало 149 дворів та 715 жителів. В селі була церковно-парафіяльна школа.

## Населення
Станом на 1989 рік у селі проживало 609 осіб, серед них — 264 чоловіки і 345 жінок.
За даними перепису населення 2001 року у селі проживало 592 особи. Рідною мовою назвали:
| Мова       | Кількість осіб | Відсоток |
| ---------- | -------------- | -------- |
| українська | 584            | 98,65 %  |
| російська  | 4              | 0,68 %   |
| молдовська | 4              | 0,68 %   |

## Персоналії
- Крисаченко Валентин Семенович (1953) — доктор філософських наук, Заслужений діяч науки і техніки України.